# Songwon
Songwon là một kun, hay huyện, ở tây nam tỉnh Changan, Bắc Triều Tiên. Đơn vị này giáp các huyện Usi và Kopung về phía bắc, Tongsin về phía đông, và Huichon về phía nam, cũng như Tongchang của tỉnh Bắc Pyonggan về phía tây. Trước đây thuộc Chosan, đơn vị này đã được thành lập as một huyện riêng năm 1949, khi tỉnh Chagang được lập.
Chongchon và Sông Chungman chảy qua Songwon. Khu vực này có địa hình núi non, có dãy núi Pinandok và dãy núi Chogyuryong rising ở phía nam. Đỉnh cao nhất nằm ở phía bắc, Koambong, 1.744 m trên mực nước biển.
Huyện này chủ yếu có đất rừng. Nông sản địa phương có ngô, gạo. Một hồ chứa nước diện tích 67 km² được xây trên sông Chungman (hoàn thành năm 1980), và sử dụng làm thủy điện.